# Rabocerus dichroa
Rabocerus dichroa es una especie de coleóptero de la familia Salpingidae.

## Distribución geográfica
Habita en África.